# Буроголовая альциона
Буроголо́вая альцио́на (лат. Halcyon albiventris) — вид птиц семейства зимородковых. Выделяют четыре подвида.

## Описание
Буроголовая альциона достигает длины около 22 см. Голова коричневая с черноватыми прожилками. Над коричневато-чёрной мантией проходит широкий охристый воротник. Кроющие перья крыльев в основном коричневато-чёрные, а второстепенные маховые перья бирюзовые. Надхвостье лазурно-голубое. Подбородок белый, грудь рыжевато-коричневая с тёмными прожилками, а брюхо охристое. Клюв красный с коричневым кончиком, ноги карминовые, а радужки тёмно-коричневые. У самок тёмно-коричневая верхняя часть тела, а нижняя часть более полосатая, чем у самцов.

## Распространение
Буроголовая альциона распространена в Африке южнее Сахары. Птица обитает в саваннах, лесах и культурном ландшафте.

## Питание
Питание состоит в основном из насекомых, а также из змей, скорпионов, ящериц, птенцов, мелких грызунов и рыб.

## Подвиды
Выделяют четыре подвида:
- Halcyon albiventris albiventris (Scopoli, 1786)
- Halcyon albiventris orientalis Peters, 1868
- Halcyon albiventris prentissgrayi Bowen, 1930
- Halcyon albiventris vociferans Clancey, 1952

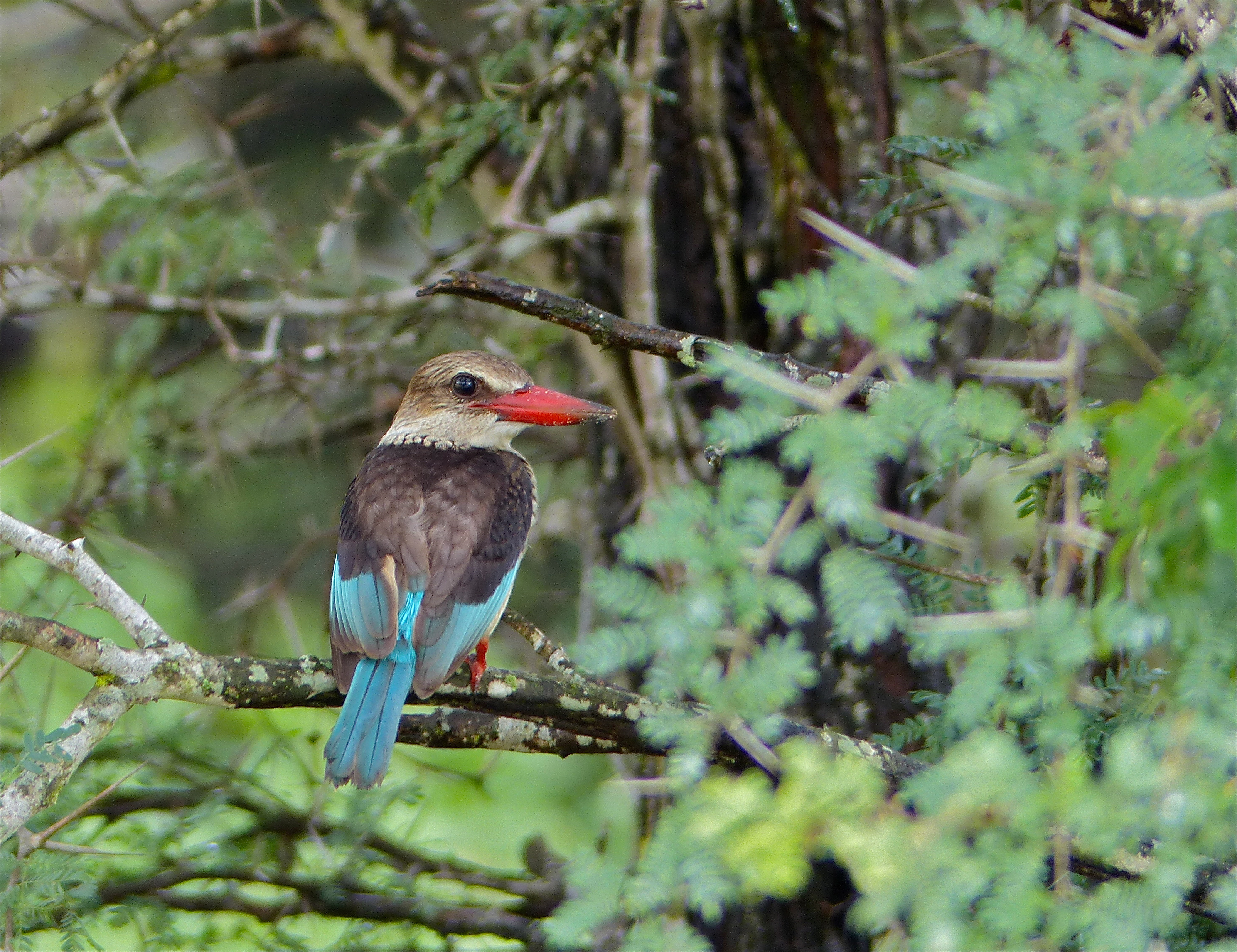
Самец на дереве
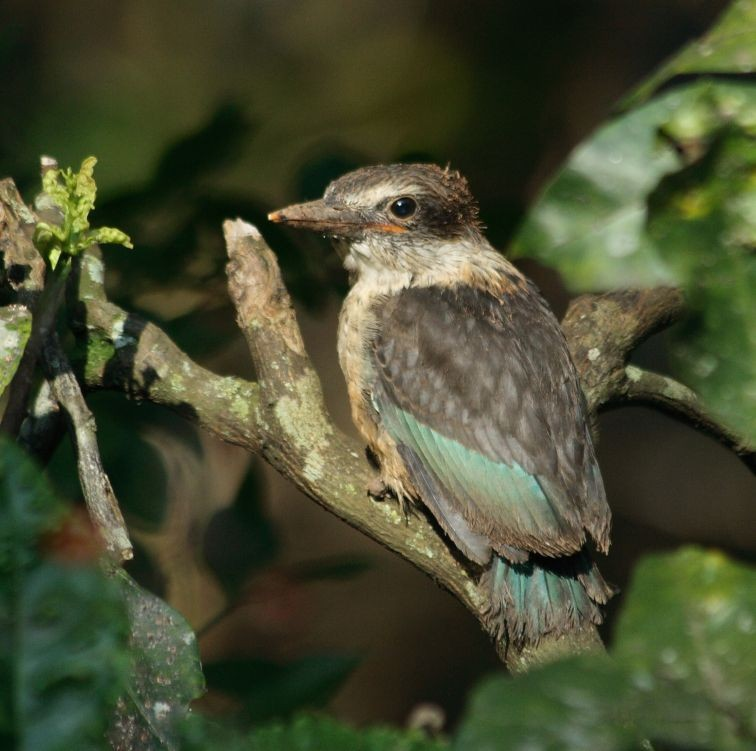
Птенец